# セッサーメ
セッサーメ（伊: Sessame）は、イタリア共和国ピエモンテ州アスティ県にある、人口約300人の基礎自治体（コムーネ）。

## 地理

### 位置・広がり

#### 隣接コムーネ
隣接するコムーネは以下の通り。括弧内のALはアレッサンドリア県所属を示す。
- ビスターニョ (AL)
- カッシナスコ
- モナステーロ・ボルミダ
- ポンティ (AL)
- ロッケッタ・パラフェーア

#### 地震分類
イタリアの地震リスク階級 (it) では、4 に分類される
。

## 行政

### 分離集落
セッサーメには、以下の分離集落（フラツィオーネ）がある。
- Albareto, Asinari, Caldana, Castagnola, Cocco, Collina, Fermone, Galloni, Giardinetto, Malerba, Penna, Ponticello, San Giorgio, San Rocco, San Pietro, San Sebastiano, Tane, Tarditi